# Rów Torresa
Rów Torresa (Rów Północnonowohebrydzki) – rów oceaniczny położony na Oceanie Spokojnym. Stanowi najgłębsze miejsce Morza Koralowego. Ciągnie się z południa na północ, wzdłuż zachodnich wybrzeży wysp Torresa i Santa Cruz, na długości około 400 kilometrów. Na północy łączy się z rowem San Cristobal. Osiąga głębokości do 9174 m (według innych źródeł 9175 metrów lub 9165 metrów). W niektórych źródłach nazywany jest rynną Santa Cruz.